# Fadel Benyaich
Fadel Benyaich ou Benaich (en arabe : فاضل بن يعيش ; né en 1962 à Taza تازة au Maroc) est un membre du cabinet du roi Mohammed VI, officiellement chargé des relations avec l'Espagne,,. Il a étudié au Collège royal avec Mohammed VI.

## Carrière diplomatique
Fadel Benyaich devient ambassadeur du Maroc en Espagne en février 2014, en remplacement d'Ahmed Ould Souilem. En février 2015, il reçoit un ressortissant marocain demandant sa régularisation en Espagne, Mustapha El Yakoubi, qui avait refusé les conditions proposées et s'est ensuite immolé par le feu devant l'ambassade marocaine, en décembre 2016.
En 2017, il est remplacé à ce poste par sa sœur Karima Benyaich,,. Pressenti pour être nommé ambassadeur du Maroc en Roumanie,, il n'est finalement pas confirmé à ce poste.

## Relations d'affaires
Fadel Benayaich détient la franchise du traiteur et pâtissier français Patrick Lenôtre, et dirige des boutiques à Rabat et à Casablanca.

## Vie privée
Fadel Benyaich est le fils d'un chirurgien et médecin personnel du roi Hassan II, qui a été abattu lors de la tentative de coup d'État manquée en 1971, ainsi que le neveu du colonel Ben Aïch, proche collaborateur du général Moulay Hafid Alaoui, qui détenait ce grade militaire sans aucune formation militaire,. 
Sa mère est Espagnole, de la région de Grenade. Sa sœur, Karima Benyaich, est ambassadrice du Maroc en Espagne,. Une autre de ses sœurs, Inane Benayaich, est directrice du Centre régional d’investissement de Rabat. 
Fadel Benyaich s'est mariée deux fois, la première fois avec Aïcha Messaoudi, une notaire condamnée à huit mois de prison en 2013 après avoir déclaré à la presse qu'un certain nombre de hauts fonctionnaires avaient consommé de la cocaïne et participaient à des réseaux de trafic de drogue. 
Il est hispanophone et possède également la citoyenneté espagnole.

## Voir également
- Fouad Ali El Himma
- Mounir Majidi
- Yassine Mansouri

## Source
- [Boukhima 2014] Adil Boukhima, « Fadel Benyaich. Le mystérieux ami du roi », Telquel,‎ 15 janvier 2014 (lire en ligne, consulté le 19 janvier 2014)